# قومري
قومري (بالتركية: Kumru, Ordu)‏ هي بلدة ومُديريَّة تقع في ولاية أردو بتركيا. تصل مساحتها إلى 362.6 كم²، وترتفع عن سطح البحر حوالي 618 م.